# Deponie Georgswerder

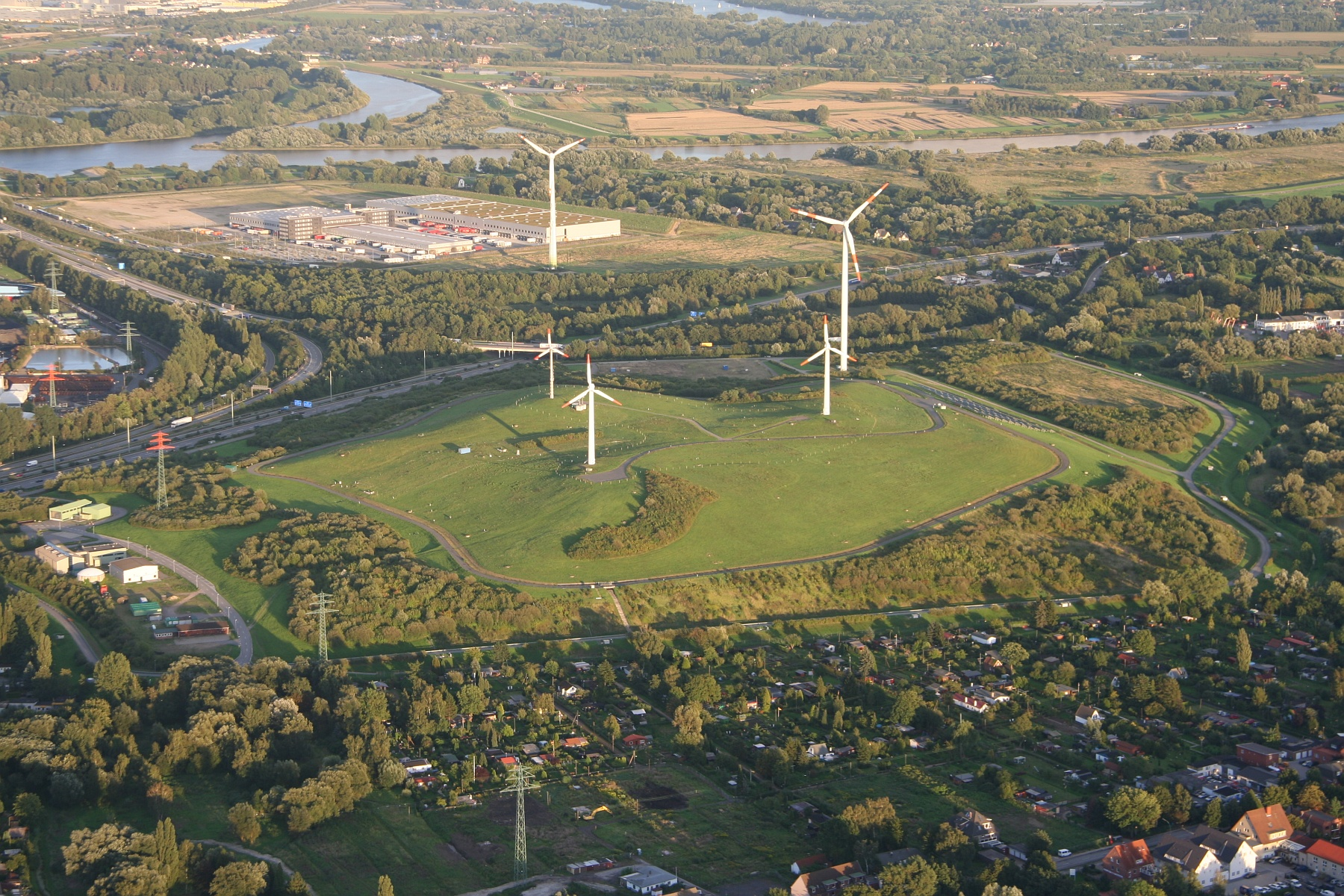
Die ehemalige Deponie Georgswerder im September 2010

Die Deponie Georgswerder ist eine stillgelegte Mülldeponie in Georgswerder im Hamburger Stadtteil Wilhelmsburg, deren Müllberg im Rahmen der Internationalen Bauausstellung Hamburg im Jahr 2013 von den Landschaftsarchitekten Häfner/Jimenez zum Energieberg Georgswerder umgestaltet wurde.

## Geografie
Die etwa 45 Hektar große und 40 Meter hohe Deponie mit einem Volumen von rund sieben Millionen Kubikmetern befindet sich auf der Elbinsel Wilhelmsburg (zu der auch die Insel Georgswerder heute gehört), unmittelbar südwestlich vom Autobahnkreuz Hamburg-Norderelbe mit den Bundesautobahnen 1 und 255. Das Gelände weist, als Marschland, eine durchgehende Kleischicht auf, die eine Versickerung des Oberflächenwassers in tiefere Bodenschichten verhindert.

## Geschichte

### Der Müllberg
Ungefähr bis zum Jahr 1930 wurde das spätere Deponiegelände überwiegend als landwirtschaftliche Fläche genutzt. Anschließend wurde zunächst ein kleinerer Hügel aufgeschüttet, auf dem sich in den Kriegsjahren bis 1945 eine Flakstellung befand.
In den Nachkriegsjahren wurde ab 1948 zunächst der Trümmerschutt aus der zerstörten Stadt Hamburg hier abgeschüttet. Anschließend wurden Abfälle und Hausmüll eingelagert und ab 1967 kamen hochgiftige Industrieabfälle wie Dioxine und weitere Fässer mit Sondermüll hinzu. Von 1967 bis 1974 wurden rund 200.000 Tonnen Sonderabfälle in Flüssigbecken und Fasslagern deponiert. Bis in die Siebzigerjahre hinein entsorgte Boehringer die Abfälle aus seiner Fabrik in Georgswerder. Einige dieser Sonderabfälle enthalten das extrem giftige „Seveso-Dioxin“. 1979 wurde der Deponiebetrieb eingestellt. Im Jahr 1983 wurde festgestellt, dass sich im Sickerwasser der Deponie die besonders gefährlichen Dioxine befanden, die so auch ins Grundwasser gelangten. Im Dezember 1983 bestätigte Hamburgs Umweltsenator Wolfgang Curilla, dass in der stillgelegten Deponie neben den hochgiftigen Dioxinen auch das Pflanzenschutzmittel Parathion (E605) lagert. Der Abfall aus Hamburg wurde in den folgenden Jahren unter anderem auf der – damals noch zur DDR gehörenden – Deponie Schönberg in Mecklenburg-Vorpommern entsorgt.

### Die Versiegelung
Seit 1986 wurden in verschiedenen Phasen Sicherungsmaßnahmen zur Abdichtung der Deponie durchgeführt, die Kosten hierfür beliefen sich auf rund 95 Millionen Euro. Die Deponie wurde schließlich mit einer 2 bis 3 Meter dicken, mehrschichtigen Deponieabdeckung aus Kunststoffdichtungsbahnen und Geschiebemergel abgeschlossen, um die weitere Ausschwemmung der Giftstoffe durch den Regenwassereintrag zu verhindern. Zwischen 1992 und 2004 wurden zunächst vier Windkraftanlagen mit einer Gesamtnennleistung von 2.650 kW auf der Abdichtung errichtet, die die Betriebskosten der Deponie durch Einnahmen aus regenerativen Energien senken sollen, zumal der Hügel in der sonst flachen Landschaft einen geeigneten Standort darstellt. Da bauliche Eingriffe in die Deponie nicht zulässig sind, wurden die Windkraftanlagen auf flachen Betonplatten gegründet.
Das Grundwasser muss auch weiterhin durch technische Maßnahmen vor den Giften der bereits kontaminierten Grundwässer geschützt werden und das um die Deponie aufgefangene Sickerwasser in einer Aufbereitungsanlage behandelt werden. Die durch Zersetzungsprozesse des Hausmülls entstehenden Methangase werden ebenso überwacht und abgeleitet. Seit 1986 sind 39 Gasbrunnen in Betrieb, die die geförderten Gase als Erdgas-Ersatz an die Kupferhütte Aurubis zur energetischen Verwertung liefern. Da kein neuer Eintrag durch Müll vorhanden ist, sind die Fördermengen aus der Zersetzung rückläufig.
Nach der 1995 erfolgten Fertigstellung der Abdeckung wurden Teile der Flächen mit einheimischen Gehölzarten bepflanzt und andere Freiflächen zur Verbuschung freigegeben. Am Deponiegelände haben sich darauf wertvolle Biotope mit seltenen Pflanzenarten und zahlreichen Vogelarten entwickelt. Im Sommer 2002 wurde südlich der Deponie eine etwa 14 Hektar große Fläche um die dortigen Ziegelteiche mit Grünland, Teichen und Röhrichten als Ausgleich für die bei der Deponiesanierung zerstörten Lebensräume mit naturschutzfachlichen Maßnahmen aufgewertet.

## Energieberg Georgswerder

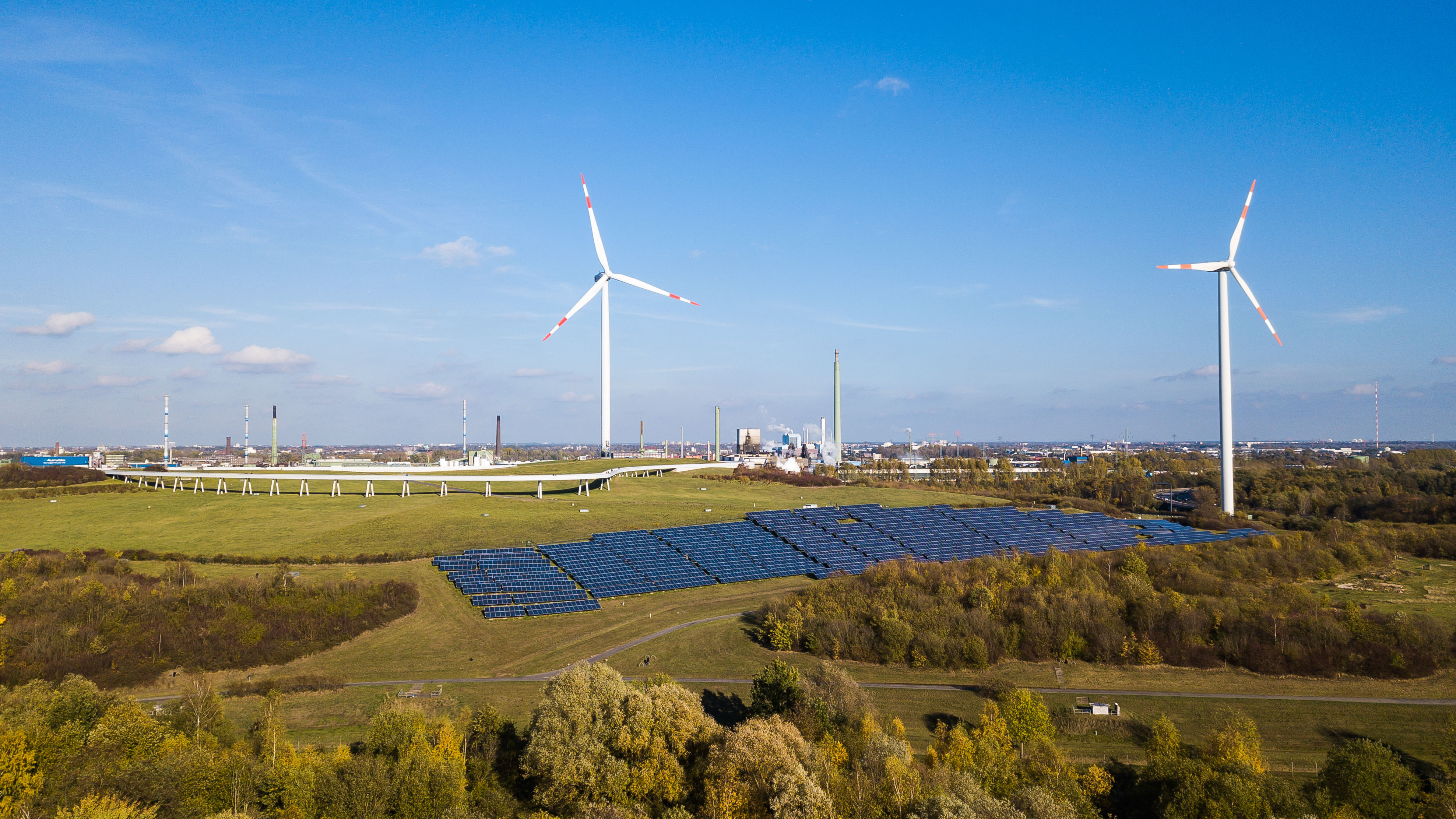
Solaranlage am Südhang

Neben dem weithin sichtbaren Wahrzeichen der Deponie, dem Windpark mit vier Windenergieanlagen, wurde am Südhang eine bis zu 10.000 Quadratmeter große Photovoltaikanlage installiert, die von Hamburg Energie betrieben wird. Der erste Bauabschnitt mit einer Leistung von 497 kWp (Kilowatt-Peak) wurde 2009 errichtet, 2011 folgte ein zweiter Abschnitt mit 405 kWp. Auch soll der Wiesenschnitt zur Umwandlung in Biogas eingesetzt werden. Der Energieberg versorgt mit Windkraft und Sonnenenergie ca. 4000 Haushalte mit Strom.

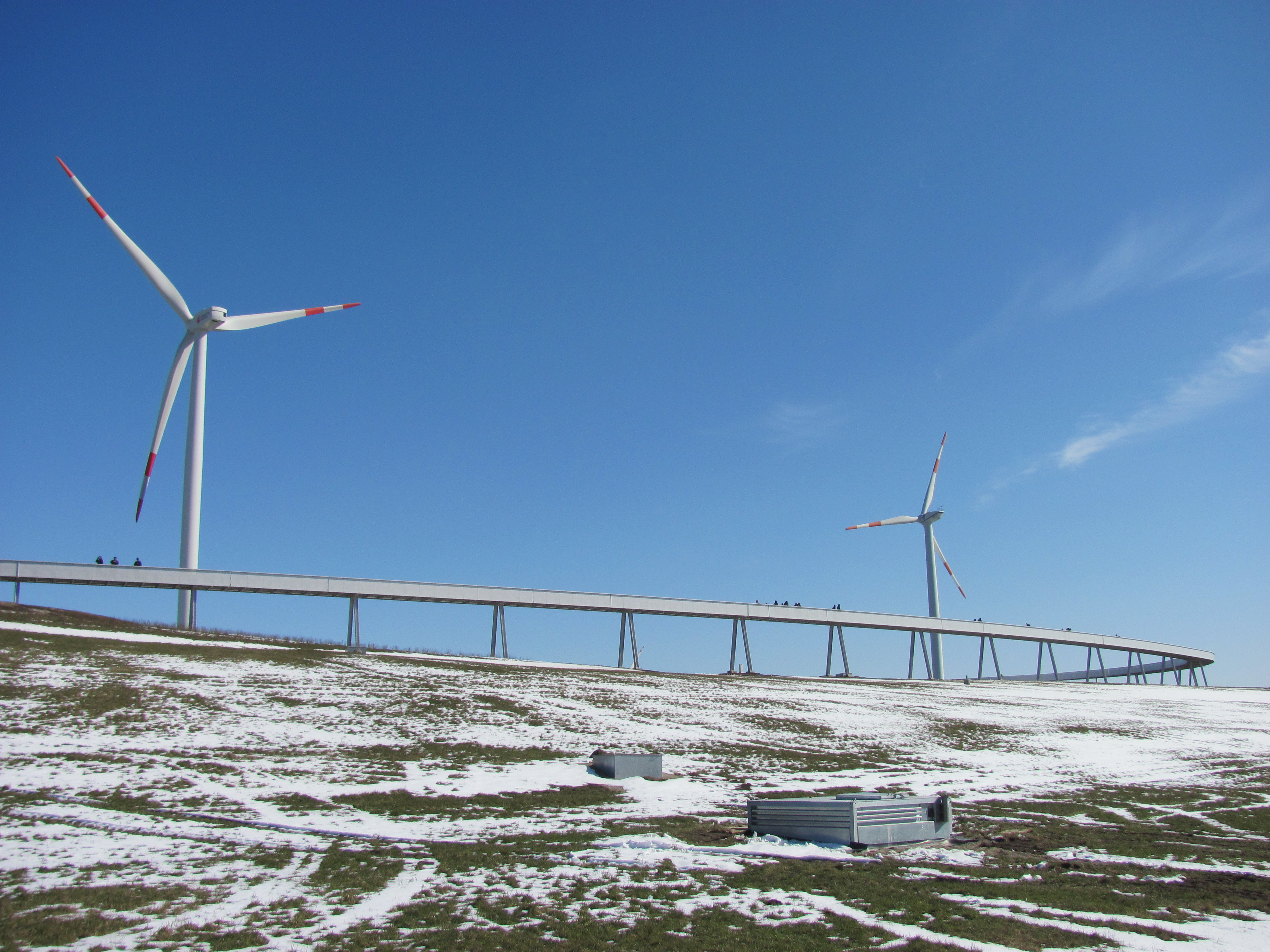
Horizontweg auf der Deponie

Im Juni 2010 wurde am Berg eine IBA-Stele enthüllt, die den Ort als IBA-Projekt ausweist und über den „Energieberg Georgswerder“ informiert, der ein Zeichen für Hamburg als „Stadt im Klimawandel“ setzen soll. Neben den zuvor bestehenden Energiegewinnungsmaßnahmen wurden drei der Windräder durch ein leistungsstärkeres Modul ersetzt (Repowering).
Am 24. März 2013 wurden Teile des Berges der Öffentlichkeit freigegeben. Auf der Nordseite der Deponie befindet sich ein Informationszentrum. Von dort führen Wege auf den Berg, dessen oberer Teil von einem 900 Meter langen „Horizontweg“ – der tragenden Idee des Entwurfes – umrundet wird. Dieser befindet sich, teils an den Berg angeschmiegt, teils auf Stahlstützen konstruiert, immer exakt auf einer Höhe unterhalb des Gipfels. Die Außenseite der Horizontwegsreling wird bei Dunkelheit mit LEDs beleuchtet.

### Informationszentrum und Multimediale Ausstellung

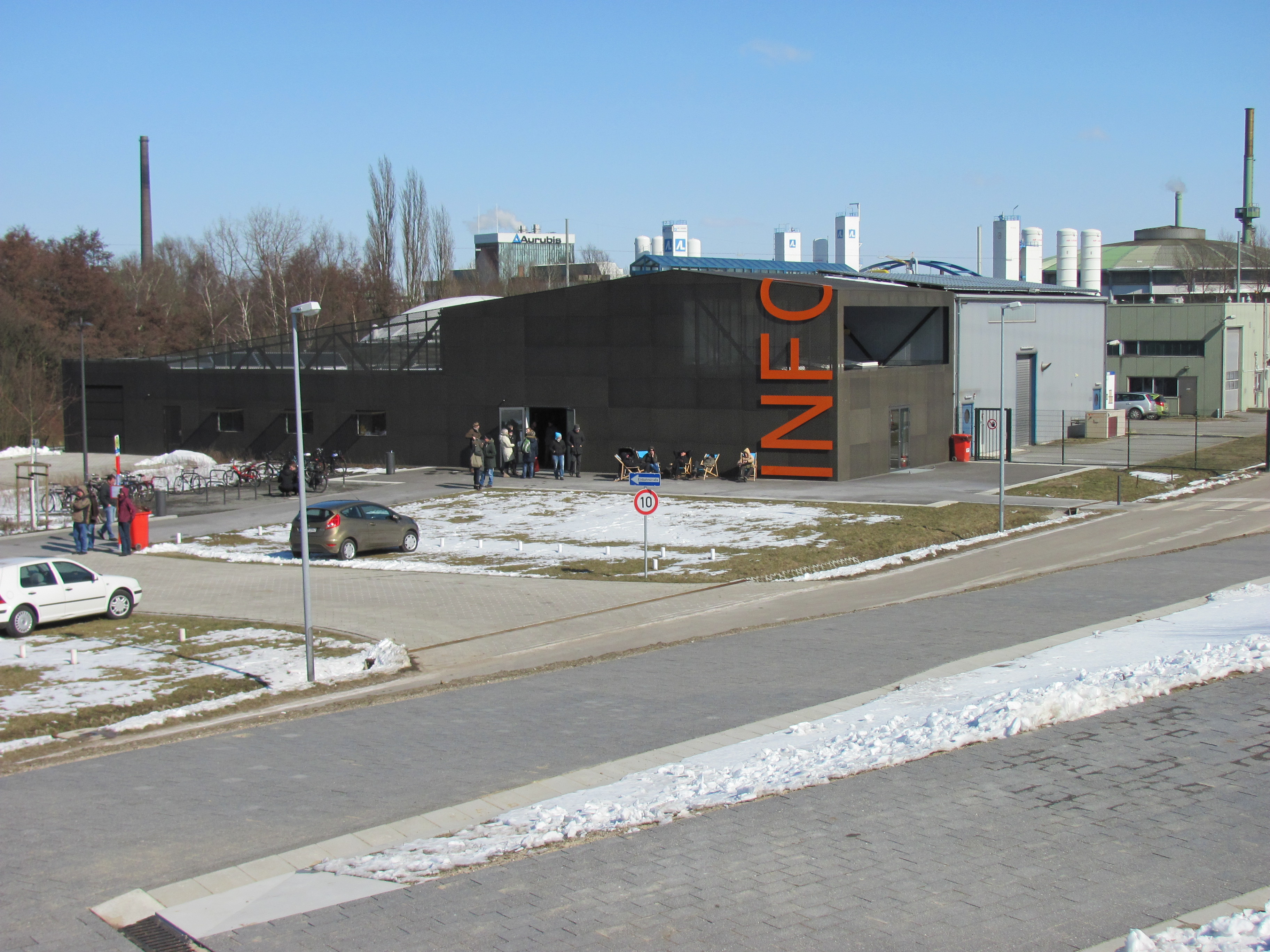
Infozentrum

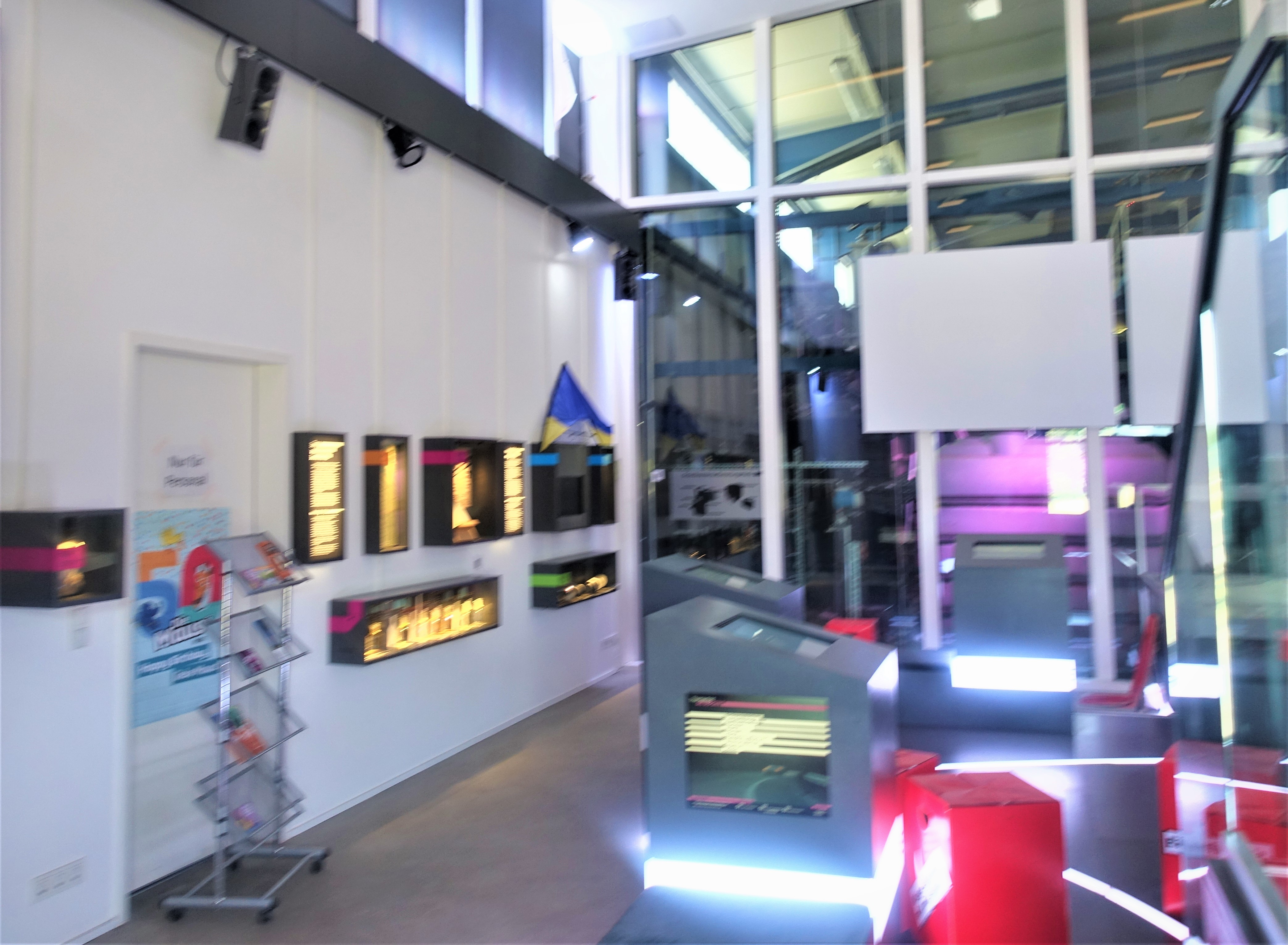
Infozentrum: Ausstellung zum Sickerwasser

Links neben dem Eingangsbereich befindet sich am Fuße des Energiebergs das neue Informationszentrum. Dort wird die Geschichte der Entstehung und Nutzung des Energieberges in einer kleinen Ausstellung dokumentiert und am Modell erläutert. Dazu wurde der rund viertelstündige Multimedia-Film „Der gebändigte Drache“ hergestellt, um diese Entwicklung anschaulich darzustellen. Es werden wöchentlich fünf Führungen auf dem Rundweg angeboten. Vom Rundweg aus ergibt sich ein ungewohnter Blickwinkel auf die Skyline von Hamburg. Der Energieberg ist vom 1. April bis 31. Oktober täglich außer montags von 10 bis 18 Uhr öffentlich zugänglich. Im Winter ist er aus Sicherheitsgründen (Eisbildung an den Rotorblättern) geschlossen.
Seit Herbst 2014 findet jeweils am ersten November- und letzten März-Wochenende auf dem ebenen Rundweg um die Bergkuppe der „Horizontweg“-Marathonlauf statt.